# Hombre en el espejo
Hombre en el espejo è il secondo album dei Melon Diesel, pubblicato nel 2001.

## Tracce
1. Grita – 3:43
2. Hombre en el espejo – 3:52
3. En el andén – 4:08
4. Calle desengaño – 4:30
5. Mundo irreal – 3:48
6. Lo que digo – 3:54
7. Por los dias que vendrán – 3:09
8. Si me desprecias – 4:29
9. T.V. – 5:16
10. Llenabas mi alma – 4:10
11. Planeta verde – 3:24
12. Sabes mentir – 4:10